# Parafia Niepokalanego Poczęcia Najświętszej Maryi Panny w Będzinie-Łagiszy
Parafia Niepokalanego Poczęcia Najświętszej Maryi Panny w Będzinie-Łagiszy – rzymskokatolicka parafia, położona w dekanacie będzińskim – św. Jana Pawła II, diecezji sosnowieckiej, metropolii częstochowskiej w Polsce. Utworzona w 1924 roku. Obsługiwana jest przez księży diecezjalnych.